# Семёнов (Белогорский район)
Семёнов (укр. Семенів) — село в Белогорском районе Хмельницкой области Украины.
Население по переписи 2001 года составляло 658 человек. Почтовый индекс — 30243. Телефонный код — 3841. Занимает площадь 0,198 км². Код КОАТУУ — 6820387301.

## Местный совет
30243, Хмельницкая обл., Белогорский р-н, с. Семёнов, ул. Садовая, 4